# Michael Skinner
Michael Skinner (1941-1998) est un magicien de close up.

## Biographie
À ses débuts, Michael Skinner étudia la prestidigitation auprès d'Eddie Fechter de la ville de Buffalo aux États-Unis, puis il partit pour Hollywood en 1967 pour étudier avec Dai Vernon.
De 1976 à sa mort en 1998, Michael Skinner résidait au Golden Nugget à Las Vegas.
Son très large répertoire lui permit de présenter plus de 28 représentations par semaine au fameux Magic Castle et cela sans jamais répéter deux fois le même tour de magie[réf. nécessaire].